# Дедоплісцкаро
Дедоплісцка́ро або Дедо́пліс-Цка́ро (груз. დედოფლისწყარო) — місто в Кахетії, Грузія. Адміністративний центр Дедоплісцкаройського муніципалітету.
Станом на 2014 рік населення міста становило 5940 осіб. Місто лежить за 115 км на південний схід від Тбілісі. Зі столицею Дедоплісцкаро сполучає залізниця, місцева станція є кінцевою на цій гілці Грузинської залізниці, втім в останні роки сюди ходять лише вантажні потяги.
Сучасна назва міста перекладається як «джерела цариці». У Радянський час місто мало назву Цітелі-Цкаро, тобто «червоні джерела».

## З історії
Місцевість вперше згадується в середньовічних анналах як військовий пост, заснований королем Грузії Давидом IV (правив 1089–1125). Традиція пов’язує його назву, що буквально означає «джерело цариці», з царицею Тамарою (правила 1184–1213). Після анексії Грузії росіяни заснували військове поселення у 1803 році, щоб захистити територію від нападу дагестанських повстанців, і перейменували село в Царські Колодязі (рос. Царские Колодцы).

## Відомі особистості
В поселенні народилися:
- Олексій Арестович (нар. 1975) — український військовий експерт, політичний оглядач, актор, блогер.

В поселенні померли:
- Іскрицький Дем'ян Олександрович (1803—1831) — декабрист.